# Víctor Bernárdez
Víctor Salvador Bernárdez Blanco (La Ceiba, Atlántida, Honduras, 24 de mayo de 1982) es un exfutbolista hondureño. Es sobrino del también futbolista Salvador Bernárdez.

## Trayectoria
Víctor Salvador "Muma" Bernárdez Blanco nació en La Ceiba, Honduras, un 24 de mayo de 1982. Víctor Salvador Bernárdez comenzó su carrera profesional en el fútbol en el 2003 jugando para el Club Deportivo y Social Vida de la ciudad de La Ceiba. 

A partir de 2004 y hasta el 2008, participó con el Club Deportivo Motagua de la Liga Nacional de fútbol profesional de Honduras, donde jugó en 62 partidos y marcó 10 goles. Dos de sus goles llegaron en la final del Apertura 2006-07, cuando Motagua derrotó al Club Deportivo Olimpia por un marcador global de 4-2. Además de este logro, "Muma" Bernárdez fue parte del C.D. Motagua en la obtención de la Copa de Inter-clubes de Centroámerica (UNCAF).
En sus primeros años como futbolista profesional, Bernárdez Blanco tuvo la oportunidad sin éxito de probarse en la primera división del fútbol alemán. En el 2008, también fue a probar suerte en Inglaterra donde tampoco logró afianzarse. Fue hasta el 2009, cuando el defensa logró un contrato de seis meses con el Royal Sporting Club Anderlecht.
Con este equipo belga, la "Muma" hizo pretemporada en España donde participó en varios encuentros de fogueo. Su primer encuentro completo por la liga de Bélgica, lo jugó el 7 de febrero de 2009 ante el Mons. En ese encuentro, Bernárdez anotó su primer gol en la victoria de equipo por 3-2. 
Para la temporada 2011/12 Víctor Salvador "Muma" Bernárdez firmó para el Club de Fútbol Indios de la Liga de Ascenso de México. Con este club solo estuvo una temporada. Al siguiente año (2012), Bernárdez fue contratado por el San Jose Earthquakes de la Major League Soccer. Durante la temporada 2012 con los Earthquakes,  Bernárdez Blanco participó con los San Jose Earthquakes, en 24 juegos (2088 minutos) anotó dos goles y recibió 6 tarjetas amarillas. 
Ese mismo año, Víctor Salvador participó con su equipo en los Playoffs de la Major League Soccer. En ese torneo, jugó dos partidos (102 minutos) recibió una tarjeta amarilla y anotó un gol al Galaxy de los Ángeles.
Al final de la temporada, 'Muma' Bernárdez fue uno de los nominados al Latino del Año, además fue elegido en 11 titular de la MLS edición 2012.

## Selección nacional
Víctor Bernárdez ha sido internacional con la Selección de fútbol de Honduras en más de 50 partidos internacionales. Entre estos encuentros se incluyen 90 minutos, en el partido que Honduras, disputó contra la selección de fútbol de Suiza en el mundial de Sudáfrica 2010. Antes, Víctor Bernárdez había sido parte del proceso clasificatorio del técnico Reinaldo Rueda, rumbo a este mundial de Sudáfrica. 
En el año 2004, Bernárdez tuvo la oportunidad de pelear por un boleto a las olimpiadas de Atenas 2004 con la selección sub -23 de Honduras junto a jugadores como : Maynor Figueroa, Wilson Palacios, Hendry Thomas entre otros. En aquel torneo preolímpico, realizado en Guadalajara, México, Honduras quedó al margen de los Juegos Olímpicos luego de perder en la fase semifinal 0-2 ante la selección de Costa Rica.
Durante el proceso clasificatorio rumbo a Brasil 2014, la 'Muma' Bernárdez ha sido pieza fundamental de la selección hondureña, dirigida por el técnico colombiano, Luis Fernando Suárez. Además,  Bernárdez fue parte del elenco nacional de Honduras que disputó la Copa de Oro CONCACAF 2011, ayudando a su selección a alcanzar las semifinales.
El 5 de mayo de 2014 se anunció que Bernárdez había sido convocado entre los 23 jugadores que disputarán la Copa Mundial de Fútbol de 2014 en Brasil con Honduras.

### Participaciones en Copas del Mundo
| Mundial                        | Sede      | Resultado      |
| ------------------------------ | --------- | -------------- |
| Copa Mundial de Fútbol de 2010 | Sudáfrica | Fase de grupos |
| Copa Mundial de Fútbol de 2014 | Brasil    | Fase de grupos |

## Clubes
| Club                    | País           | Año       |
| ----------------------- | -------------- | --------- |
| Vida                    | Honduras       | 2003      |
| Motagua                 | Honduras       | 2004-2008 |
| Anderlecht              | Bélgica        | 2009-2010 |
| Lierse                  | Bélgica        | 2010-2011 |
| Indios de Ciudad Juárez | México         | 2011-2012 |
| San Jose Earthquakes    | Estados Unidos | 2012-2017 |

## Palmarés

### Campeonatos nacionales
| Título                              | Club                   | País           | Año       |
| ----------------------------------- | ---------------------- | -------------- | --------- |
| Liga Nacional de Fútbol de Honduras | Club Deportivo Motagua | Honduras       | 2006      |
| Primera División de Bélgica         | R.S.C. Anderlecht      | Bélgica        | 2008/2009 |
| Supporters' Shield                  | San José Earthquakes   | Estados Unidos | 2012      |

### Copas internacionales
| Título                        | Club                   | País     | Año  |
| ----------------------------- | ---------------------- | -------- | ---- |
| Copa Inter-clubes de la UNCAF | Club Deportivo Motagua | Honduras | 2007 |

(*) Incluyendo la selección